# Władysław Cieśla
Władysław Cieśla (ur. 10 kwietnia 1898 w Żołyni, zm. 12 grudnia 1974 w Zarzeczu) – żołnierz w czasie I wojny światowej, uczestnik wojny polsko-bolszewickiej, policjant, w czasie wojny policjant granatowy, Sprawiedliwy wśród Narodów Świata.

## Życiorys
Podczas I wojny światowej dostał się do niewoli włoskiej, po powrocie z której brał udział w wojnie polsko-bolszewickiej. W okresie międzywojennym był policjantem w powiecie niżańskim (Jarocin, Ulanów, Pysznica, Jeżowe). Po wybuchu II wojny przedostał się do Rumunii, gdzie internowany, został wywieziony na roboty do Niemiec. Dzięki znajomym z AK został zwolniony i był policjantem granatowym w Zarzeczu koło Niska. Tutaj ratował Żydów przed śmiercią, współpracując z Polskim Państwem Podziemnym.
Decyzję o przyznaniu tytułu Sprawiedliwego podjęto w 1988, zaś stosowny akt został wydany w 1991.